# عزت‌آباد (درگز)
عزت‌آباد (درگز)، روستایی از توابع بخش مرکزی شهرستان درگز در استان خراسان رضوی ایران است.

## جمعیت
این روستا در دهستان تکاب قرار دارد و براساس سرشماری مرکز آمار ایران در سال ۱۳۸۵، جمعیت آن ۳۵ نفر (۹خانوار) بوده‌است.